# قلعة مسة (سيمكان)
قلعة مسة (بالفارسية: قلعه مسه) هي قرية تقع في إيران في قسم سیمکان الريفي. يقدر عدد سكانها بـ 53 نسمة بحسب إحصاء 2016.